# Élections régionales de 2015 à Madère
Les élections régionales de 2015 (en portugais : Eleições legislativas regionais na Madeira em 2015) se sont tenues le 29 mars 2015 à Madère afin d'élire les 47 députés de l'Assemblée législative.
Elles sont marquées par la victoire du Parti social-démocrate (PSD), qui cependant conserve de justesse la majorité absolue qu'il détient depuis les premières élections de 1976

## Système électoral
L'Assemblée législative de Madère est composée de 47 sièges pourvus pour quatre ans au scrutin proportionnel plurinominal de liste dans une unique circonscription électorale correspondant au territoire de la région, et répartis selon la méthode D'Hondt.

## Résultats
| Partis                   | Partis                                 | Voix    | %     | Sièges | +/-           |
| ------------------------ | -------------------------------------- | ------- | ----- | ------ | ------------- |
|                          | Parti social-démocrate (PPD/PSD)       | 56 574  | 44,36 | 24     | 1             |
|                          | CDS – Parti populaire (CDS-PP)         | 17 488  | 13,71 | 7      | 2             |
|                          | Changement (PS-PTP-PAN-MPT)            | 14 573  | 11,43 | 6      | 5             |
|                          | Ensemble pour le peuple (JPP)          | 13 114  | 10,28 | 5      | Nv.           |
|                          | Coalition démocratique unitaire (CDU)  | 7 060   | 5,54  | 2      | 1             |
|                          | Bloc de gauche (BE)                    | 4 849   | 3,80  | 2      | 2             |
|                          | Parti de la nouvelle démocratie (PND)  | 2 635   | 2,07  | 1      | en stagnation |
|                          | PCTP/MRPP                              | 2 137   | 1,68  | 0      | Nv.           |
|                          | Mouvement Alternative socialiste (MAS) | 1 715   | 1,34  | 0      | Nv.           |
|                          | Parti national rénovateur (PNR)        | 1 052   | 0,82  | 0      | Nv.           |
|                          | Plateforme de citoyens (PPM-PDA)       | 903     | 0,71  | 0      | Nv.           |
|                          | Votes blancs                           | 1 116   | 0,87  |        |               |
|                          | Votes nuls                             | 4 323   | 3,39  |        |               |
|                          |                                        |         |       |        |               |
| Total                    | Total                                  | 127 539 | 100   | 47     | en stagnation |
| Abstentions              | Abstentions                            | 129 693 | 50,42 |        |               |
| Inscrits / participation | Inscrits / participation               | 257 232 | 49,58 |        |               |